# غريغ غاريسون (محامي)
غريغ غاريسون (بالإنجليزية: Greg Garrison)‏ هو محامي أمريكي، ولد في 1948.